# Landesregierung Partl II
Die Landesregierung Partl II bildete die Tiroler Landesregierung während der XI. Gesetzgebungsperiode unter Landeshauptmann Alois Partl von der Angelobung Partls am 4. April 1989 bis zu seinem Rücktritt am 24. September 1993 bzw. der an diesem Tag erfolgten Angelobung der Landesregierung Weingartner I.
Nach der Landtagswahl 1989 blieb die Größe des Regierungsteams mit acht Mitgliedern unverändert, jedoch hatte die Österreichische Volkspartei (ÖVP) schwere Verluste hinnehmen müssen. Trotzdem die ÖVP die absolute Stimmenmehrheit verloren hatte, konnte sie die absolute Mandatsmehrheit und die Mehrheit in der Landesregierung halten. Sie musste jedoch einen Regierungssitz an die Freiheitliche Partei Österreichs (FPÖ) abgeben und stellte nur noch fünf der acht Regierungsmitglieder, wobei ihr der Anspruch auf den Landeshauptmann, einen Landeshauptmann-Stellvertreter und drei Landesräte zufiel. Die FPÖ war hingegen durch ihre starken Gewinne erstmals in der Landesregierung mit einem Landesrat vertreten. Auch die Sozialdemokratische Partei Österreichs (SPÖ) war auf Grund des Proporzsystems mit einem Landeshauptmann-Stellvertreter in der Landesregierung vertreten, zudem stellte die SPÖ einen Landesrat.
Gegenüber der Vorgängerregierung Partl I war es in mehreren Bereichen zu Veränderungen gekommen. Der Erste Landeshauptmann-Stellvertreter Fritz Prior (ÖVP) gehörte der Regierung ebenso wenig wieder an wie die ÖVP-Landesräte, Christian Huber, Franz Kranebitter und Fridolin Zanon. Dafür zog Helmut Mader als Landeshauptmann-Stellvertreter neu in die Regierung ein, als neue ÖVP-Landesräte wurden Friedrich Astl, Ferdinand Eberle und Wendelin Weingartner angelobt. Zum ersten FPÖ-Landesrat in einer Tiroler Landesregierung wurde Hermann Eigentler gewählt.

## Wahl der Regierungsmitglieder
Bei der Wahl der Regierungsmitglieder wurden jeweils 36 Stimmen abgegeben, wobei auf Landeshauptmann Partl 33 Stimmen, auf Landeshauptmann-Stellvertreter Mader (ÖVP) 31 und auf Landeshauptmann-Stellvertreter Hans Tanzer (SPÖ) 28 Stimmen entfielen. Die übrigen Stimmen hatten auf „Nein“ gelautet. Bei der Wahl der Landesräte konnte Friedrich Astl 27 Stimmen, Ferdinand Eberle 25 Stimmen, Wendelin Weingartner 29 Stimmen, Friedrich Greiderer 32 Stimmen und Hermann Eigentler 26 Stimmen auf sich vereinen.
Eigentler legte sein Amt am 4. Juli 1991 zurück und wurde am selben Tag von Johannes Lugger abgelöst, der mit 25 von 36 Stimmen gewählt wurde. Zudem war eine Stimme leer geblieben, zehn Stimmen hatten auf „Nein“ gelautet. Am selben Tag löste zudem Walter Hengl (SPÖ) Landesrat Friedrich Greiderer ab, wobei Hengl 27 von 36 Stimmen, bei neun „Nein“-Stimmen, erhielt.

## Regierungsmitglieder
| Amt                                                     | Name                 | Partei | Geschäftsfelder |
| ------------------------------------------------------- | -------------------- | ------ | --------------- |
| Landeshauptmann                                         | Alois Partl          | ÖVP    |                 |
| Erster Landeshauptmann-Stellvertreter                   | Helmut Mader         | ÖVP    |                 |
| Zweiter Landeshauptmann-Stellvertreter                  | Hans Tanzer          | SPÖ    |                 |
| Landesrat                                               | Friedrich Astl       | ÖVP    |                 |
| Landesrat                                               | Ferdinand Eberle     | ÖVP    |                 |
| Landesrat                                               | Wendelin Weingartner | ÖVP    |                 |
| Landesrat ab 4. Juli 1991                               | Walter Hengl         | SPÖ    |                 |
| Landesrat ab 4. Juli 1991                               | Johannes Lugger      | FPÖ    |                 |
| Vorzeitig ausgeschiedene Mitglieder der Landesregierung |                      |        |                 |
| Landesrat bis 4. Juli 1991                              | Friedrich Greiderer  | SPÖ    |                 |
| Landesrat bis 4. Juli 1991                              | Hermann Eigentler    | FPÖ    |                 |